# Liebfrauenkirche (Jöllenbeck)

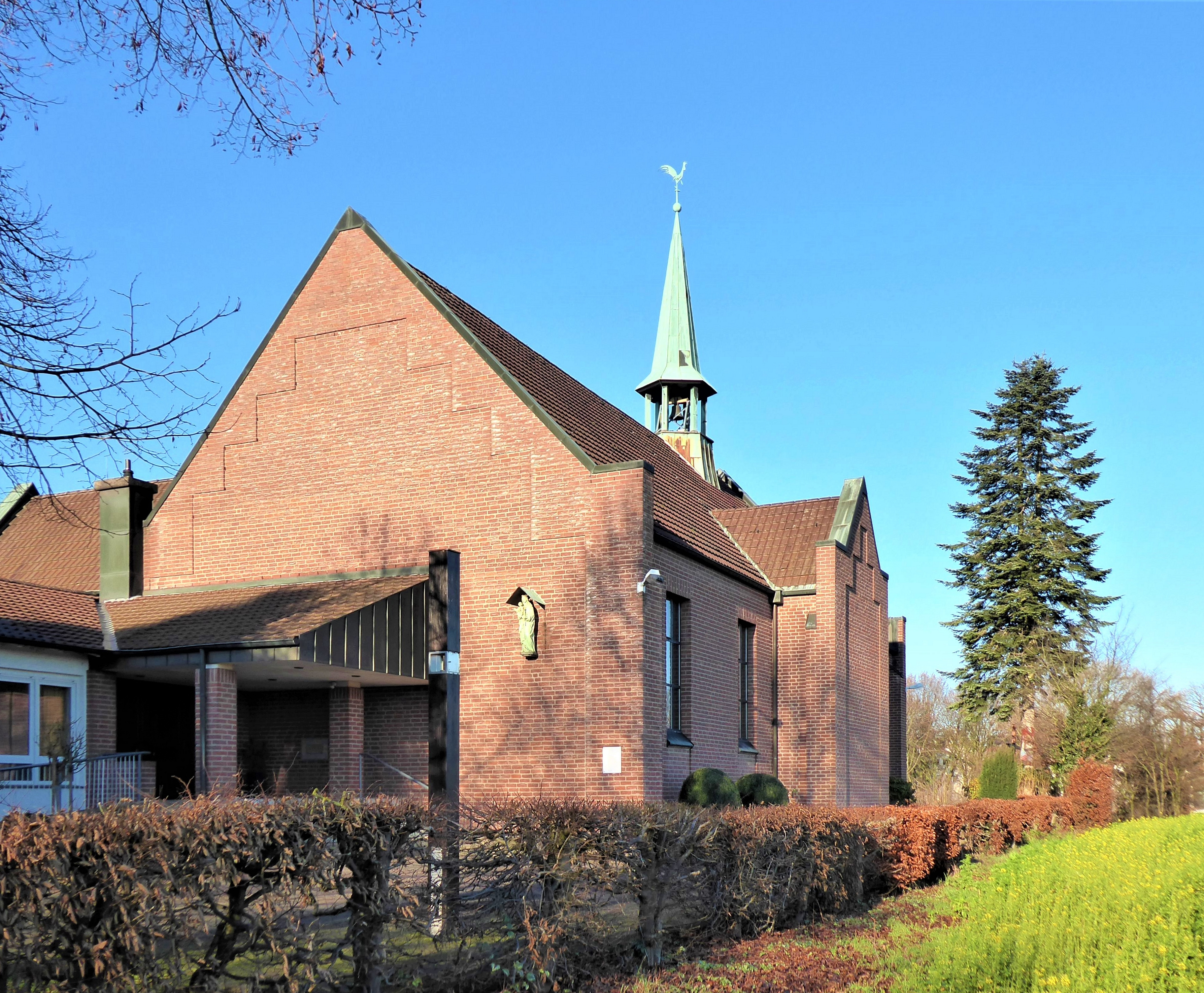
Liebfrauenkirche in Bielefeld-Jöllenbeck

Liebfrauen ist eine römisch-katholische Pfarrkirche in Bielefeld-Jöllenbeck. Kirche und Gemeinde gehören zum Pastoralverbund Schildesche-Jöllenbeck im Dekanat Bielefeld-Lippe des Erzbistums Paderborn.

## Geschichte
Seit der Reformation lebten in Jöllenbeck nur wenige Katholiken. Nach dem Zweiten Weltkrieg kamen viele Vertriebene aus Schlesien nach Jöllenbeck, die überwiegend römisch-katholischen Glaubens waren. Deshalb wurde am 18. Dezember 1944 erstmals wieder ein katholischer Gottesdienst in Jöllenbeck gefeiert. Für die folgende Zeit stellte die evangelische Gemeinde ihre Kirche, die Marienkirche, für katholische Gottesdienste zur Verfügung.
Nachdem in den 1950er Jahren die Zahl der Katholiken auf über 800 Seelen angewachsen war, wuchs der Wunsch nach einer eigenen Kirche. Nachdem der Erzbischof dem Neubau zustimmte, erwarb die Gemeinde ein Grundstück und begannen am 15. Mai 1957 die Ausschachtungsarbeiten. Am 17. Juli des Jahres legte Dechant Heinrich Sunder den Grundstein. Nach einem knappen Jahr Bauzeit konsekrierte Erzbischof Lorenz Jaeger die Kirche am 14. Juni 1958.
Im Herbst 1960 wurde die Gemeinde zur selbstständigen Pfarrvikarie erhoben. Zuvor wurde die Gemeinde von St. Johannes Baptist in Schildesche betreut. Im Frühjahr 1963 wurde ein Pfarrhaus und 1965 ein Pfarrheim errichtet, welches heute nach Clemens August Graf von Galen benannt ist.